# Blondie e Dagoberto
Blondie e Dagoberto è un fumetto statunitense ideato da Murat (Chic) Young, distribuito dalla King Features Syndicate, e pubblicato a partire dall'8 settembre 1930 in formato a strisce e incentrato sulla vita quotidiana dei Bumstead, una tradizionale famiglia americana. Dal fumetto è nata l'omonima serie di film e una serie radiofonica statunitense trasmessa dal 1939 al 1950. Nel 1995 fu uno dei venti fumetti inclusi nella serie commemorativa di francobolli statunitensi Comic Strip Classics.

## Trama
Agli esordi Blondie è una graziosa ragazza che vorrebbe sposare Dagoberto ma il padre miliardario di lui è contrario; nonostante il divieto i due si sposano egualmente anche se lui viene diseredato e deve incominciare a lavorare. Da questo momento le origini altolocate di lui vengono dimenticate e la serie continua imperniata sulla vita di una famiglia media americana. Blondie è moglie piccolo-borghese emancipata mentre il marito, oltre che con lei e con i figli, è costantemente alle prese con i problemi in ufficio e con instancabili commessi viaggiatori. Con gli anni hanno dei figli che a loro volta crescono e ne hanno di propri.

## Storia editoriale
La serie fu creata da Murat Young e debuttò il 15 settembre 1930 distribuita dal King Features Syndicate; dal 1933 Young si fa aiutare per i disegni da Alex Raymond e del figlio Jim, che lo sostituisce di fatto nel 1950. Young continuò per tutta la vita a disegnare la striscia e, quando morì nel 1973, le storie continuarono per opera del figlio Dean, che dal 1963 collaborava già ai testi, e di Jim Raymond, figlio di Alex Raymond. Dopo la morte di Jim Raymond molti artisti si succedettero nella realizzazione della striscia:  Mike Gersher (1981-84), Stan Drake (1984-97) e infine Denis Lebrun e John Marshall e nonostante questi cambiamenti le storie sono rimaste popolari, arrivando a essere pubblicate in più di 2.000 giornali in 47 paesi e venendo tradotti in 35 lingue.
Edizioni estere
In Italia la serie esordisce negli anni trenta come "Bettina e Bargio" sul settimanale satirico "420" edito dalla Nerbini e sulla rivista cinematografica "Kines"; nel dopoguerra, a parte quale breve apparizione su qualche rivista, ritorna dopo vent'anni su alcune pubblicazioni dell'Editoriale Corno (Okay ed Eureka e relativi supplementi; negli anni settanta compare su altre riviste di fumetti come "Il Mago" della Mondadori e sulla collana Oscar Mondadori mentre nei decenni successivi compare anche su quotidiani come Il Messaggero e su altre riviste di fumetti. Le strisce giornaliere furono pubblicate durante gli anni '70 anche dal quotidiano Paese Sera, che tentò l'importazione in Italia della pagina dei fumetti tipica dei giornali statunitensi.

## Personaggi
- Blondie Boopadoop, coniugata Bumstead: la moglie bionda e riccia, svampita, dolce, responsabile, paziente e pettegola, proveniente da una famiglia modesta. Casalinga perfetta, signora elegante e curata, incarna la donna-tipo del Sogno americano. Tiranneggia Dagoberto pretendendo - e ottenendo - di poter decidere come spendere lo stipendio del marito. A partire dal 1991, gestisce un'attività di catering con la sua vicina Tootsie.
- Dagoberto  Bumstead, abbreviato amichevolmente in Dag, in inglese Dagwood: Il capofamiglia, un uomo gentile e amorevole, ma goffo, ingenuo e pigro, schiacciato fra lavoro d'ufficio e tentativi (per lo più vani) di ricerca del riposo e della pace domestica. Sempre affamato (nonostante appaia molto magro) si prepara spesso la sua specialità, un sandwich super-imbottito. Di ricca famiglia, viene diseredato dal padre quando s'innamora di Blondie, poiché il genitore ritiene quest'ultima di rango inferiore e non all'altezza del figlio, e deve ricominciare da zero la propria vita guadagnandosi da vivere come impiegato.
- Alexander Bumstead: il figlio maggiore (in italiano spesso referenziato come Alessandro o Alex). In passato veniva chiamato con il suo nomignolo "Baby Dumpling". Da bambino, era molto dispettoso e precoce. Da adolescente, è atletico, equilibrato e intelligente. Nonostante assomigli al padre, è più con i piedi per terra, come la madre. Il suo nome completo, rivelato nella striscia del 7 novembre 1934, è Alexander Hamilton Bumstead.
- Cookie Bumstead: la figlia più piccola (in italiano spesso referenziata come Kiki), è all'inizio dell'adolescenza. Cookie è ritratta come una dolce e frizzante ragazza adolescente i cui interessi includono appuntamenti, uscire con gli amici e vestiti. Il suo aspetto è quello che è cambiato di più rispetto agli altri personaggi.
- Daisy, il cane domestico dei Bumstead, di sesso femminile, a volte si vede insieme ad altri cani identici. Cambia frequentemente la sua espressione in risposta ai commenti di Dagoberto o ad altre sue attività.
- Mr. Julius Caesar Dithers: il burbero capoufficio di Dagoberto, vittima della moglie. Detta ordini ai suoi dipendenti e crede che la cosa migliore della vita siano i soldi. Rifiuta continuamente le richieste di aumento di Dagoberto e minaccia spesso di licenziarlo, rivolgendosi sempre a lui usando solo il suo cognome. Sebbene di solito non sembri così sul posto di lavoro, il signor Dithers è un uomo di buon cuore. Nonostante le frequenti discussioni sul lavoro, Julius e Cora sono ospiti abituali a cena a casa dei Bumstead dopo il lavoro. In queste occasioni, il rapporto è più cordiale, con il signor Dithers che si rivolge a Dagoberto per nome.
- Cora Dithers: la moglie del sig. Dithers, di solito litiga con lui perché esercita il controllo su di lui (di solito vince). È una grande amica di Blondie.
- Herb e Tootsie Woodley: la coppia di vicini di casa e amici dei Bumstead. Herb (in italiano chiamato Berto) coinvolge più volte Dagoberto in serate pokeristiche, costringendolo a mille scuse e giustificazioni con Blondie. Tootsie e Blondie si immedesimano l'una nell'altra come donne, madri e in particolare come mogli di mariti eccentrici. Nel 1991, si è unita a Blondie nell'avvio di un'attività di catering.
- Elmo Tuttle: Un ragazzino del quartiere, ha un'amicizia con Dagoberto (che lui chiama "Mr. B"), ma a volte lo infastidisce. Il suo cognome era originariamente "Fiffenhauser". Ha sostituito un personaggio simile chiamato Alvin Fuddle che era il migliore amico di Alexander negli anni '40.
- Lou: il proprietario del bar-ristorante "Lou's Diner", dove Dagoberto va a pranzo. Le sue braccia  sono coperte di tatuaggi (un cuore e un'ancora della Marina) e ha sempre uno stuzzicadenti in bocca. La sua abilità in cucina è dubbia e Lou fa poco per migliorare la qualità del suo cibo o per ottenere la soddisfazione dei suoi clienti.
- Beamsley: il postino, con cui Dagoberto sembra sempre scontrarsi mentre esce frettolosamente di casa.
- Mike Morelli: il barbiere di Dagoberto, gli piace prendersi gioco della sua acconciatura e di solito lo si vede con la sua targhetta, "M. Morelli", esposta sulla sua sedia da barbiere. Mike ama attirare e trascinare Dagoberto nei dibattiti politici che di solito lo lasciano frustrato.

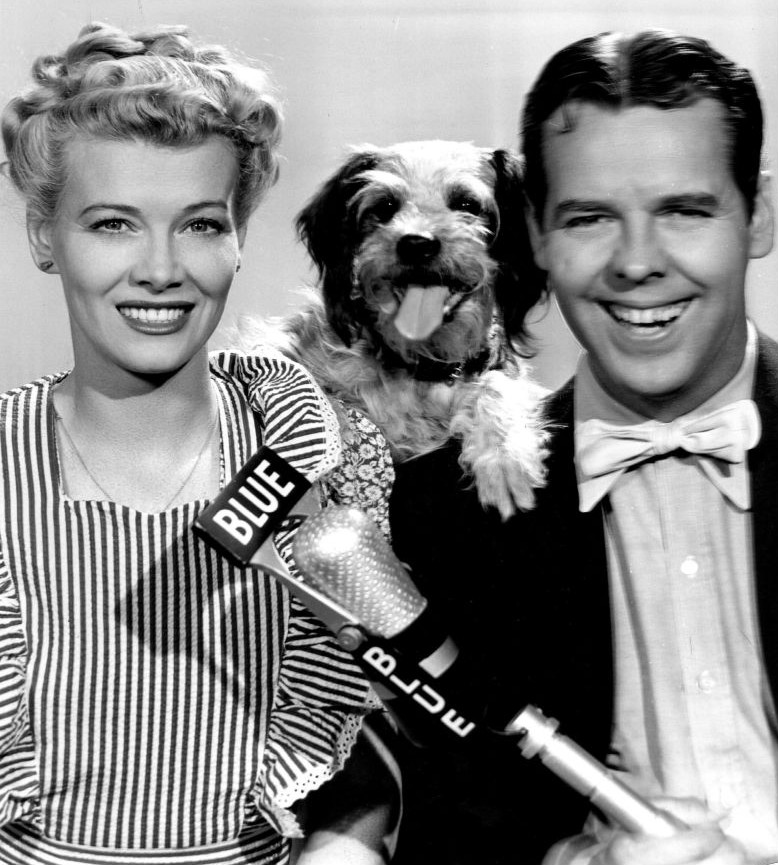
Penny Singleton (a sinistra) e Arthur Lake.

## Altri media
- Un serial radiofonico prodotto negli anni quaranta;[2]
- 28 lungometraggi girati dal 1938 al 1950;[2]
- film televisivo nel 1957 con Pamela Britton e Arthur Lake;[2]
- film televisivo nel 1968 con Patricia Harty e Will Hutchins.[2]